# Edesia
Edesia (in greco antico: Αἰδεσία?; V secolo – V secolo) è stata una filosofa greca antica appartenente alla corrente filosofica neoplatonica.
Visse ad Alessandria d'Egitto nel V secolo d.C.

## Biografia
Edesia, parente di Siriano e moglie di Ermia, era ugualmente celebrata tanto per la sua bellezza quanto per le sue virtù. Dopo la morte del marito, si dedicò ad alleviare i bisogni degli indigenti e all'educazione dei suoi figli, Ammonio ed Eliodoro. Accompagnò quest'ultimo ad Atene, dove si recarono per studiare filosofia: qui fu accolta con grande lode da tutti i filosofi del luogo, in particolare da Proclo al quale era stata promessa sposa da Siriano sin da giovanissima. 
Visse fino a tarda età e la sua orazione funebre fu pronunciata da Damascio, allora giovane, in versi in esametro.